# Charaxes hadrianus
Charaxes hadrianus är en fjärilsart som beskrevs av Ward 1871. Charaxes hadrianus ingår i släktet Charaxes och familjen praktfjärilar. Inga underarter finns listade i Catalogue of Life.

## Bildgalleri

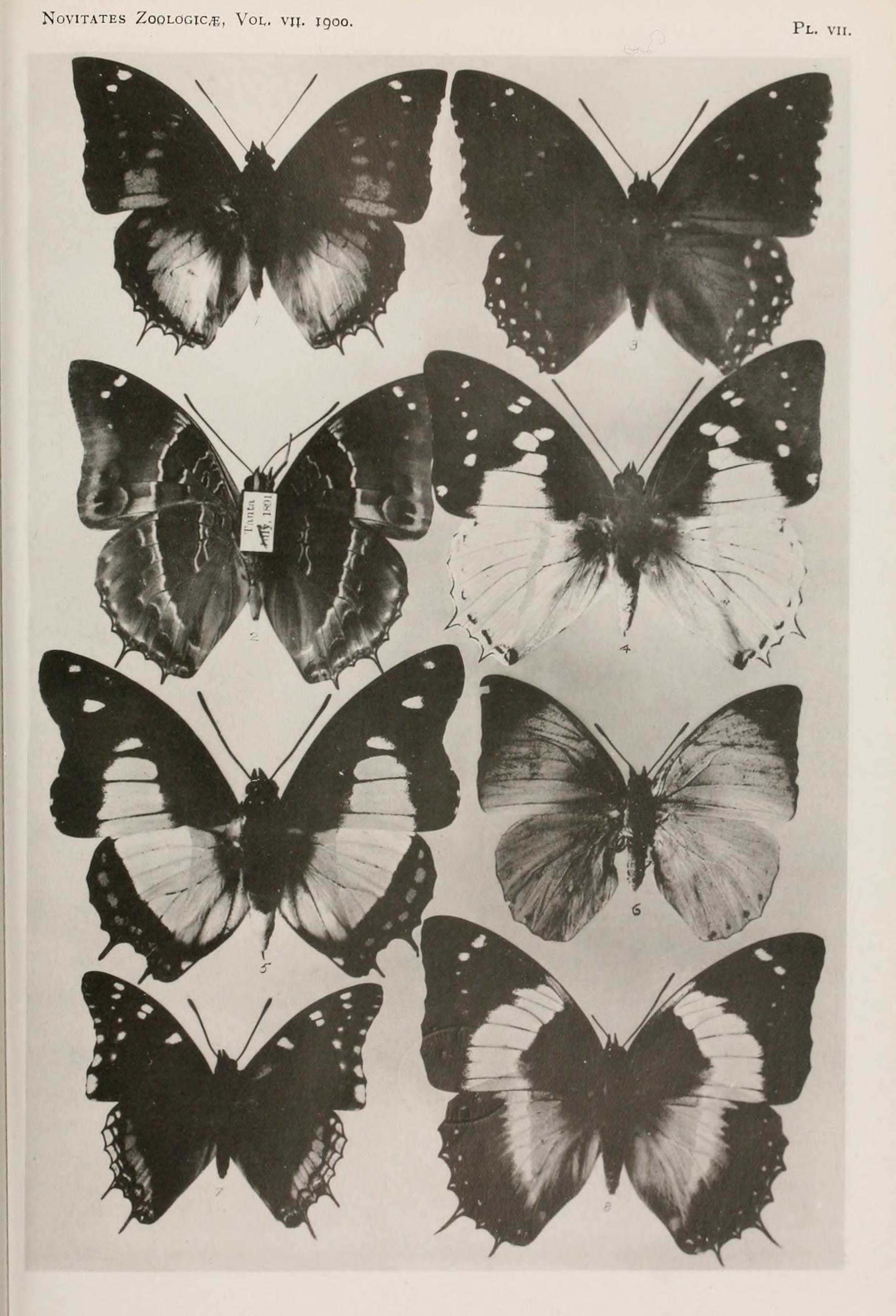